# Cattedrale dell'icona della Madre di Dio di Vladimir
La cattedrale dell'Icona della Madre di Dio di Vladimir (in russo Собор Владимирской иконы Божией Матери?), comunemente nota come cattedrale di Vladimir o Vladimirskij sobor, è una cattedrale di San Pietroburgo. Deve il proprio nome ad una delle icone più venerate dai cristiani ortodossi russi, ossia la Theotokos di Vladimir. È sita nell'omonima prospettiva Vladimirskij. Il suo parrocchiano più celebre fu lo scrittore Fëdor Dostoevskij.

## Storia e descrizione
L'attuale struttura fu costruita tra il 1761 ed il 1769 sulla base di un progetto architettonico che alcuni storici attribuiscono a Christian Knobel ed altri a Pietro Antonio Trezzini. L'edificio sorse sul luogo in cui nel 1747 era stata costruita una chiesa in legno recante il medesimo nome. Di fronte ad essa aveva e ha sede un mercato cittadino. La nuova chiesa, frutto della sintesi stilistica tra architettura barocca e neoclassica, fu consacrata il 9 aprile 1783.
Nel 1791 fu ultimata la costruzione della torre campanaria posta a fianco della chiesa. Ad occuparsi della sua progettazione fu l'italiano Giacomo Quarenghi. Nel 1808 alla chiesa fu donata un'elaborata iconostasi barocca proveniente dal Palazzo Aničkov. Tra il 1830 ed il 1831 l'architetto Avraam Mel'nikov diresse dei lavori relativi al sagrato. Nel 1848 Franc Ruska progettò l'elevazione del campanile, a cui fu di conseguenza aggiunto un piano. Tra il 1850 ed il 1853 furono costruite una recinzione ed una cappella. Dal 1865 la chiesa ospitò anche un orfanotrofio ed un ospizio per i poveri. Tra il 1883 ed il 1885 furono realizzati dei lavori di restauro e nel 1888 l'edificio ospitò alcune delle celebrazioni in onore del 900º anniversario della conversione al Cristianesimo della Rus' di Kiev.
La struttura fu chiusa al culto nel 1932 per ordine delle autorità sovietiche. Poco dopo divenne sede della fabbrica tessile "Lenmašučёt". A causa del nuovo utilizzo cui fu destinata la chiesa numerosi dipinti posti al suo interno subirono dei gravi danneggiamenti, mentre molte icone andarono perdute; nell'agosto del 1989 l'edificio fu restaurato e restituito ai fedeli. Il 7 aprile 1990 si svolse la solenne cerimonia di riconsacrazione officiata dal futuro patriarca di Mosca Alessio II. Nel 2000 la chiesa ricevette ufficialmente lo status di cattedrale.
La chiesa ha due piani. Quello superiore è consacrato alla Theotokos di Vladimir, mentre quello inferiore a San Giovanni Damasceno.

## Galleria d'immagini

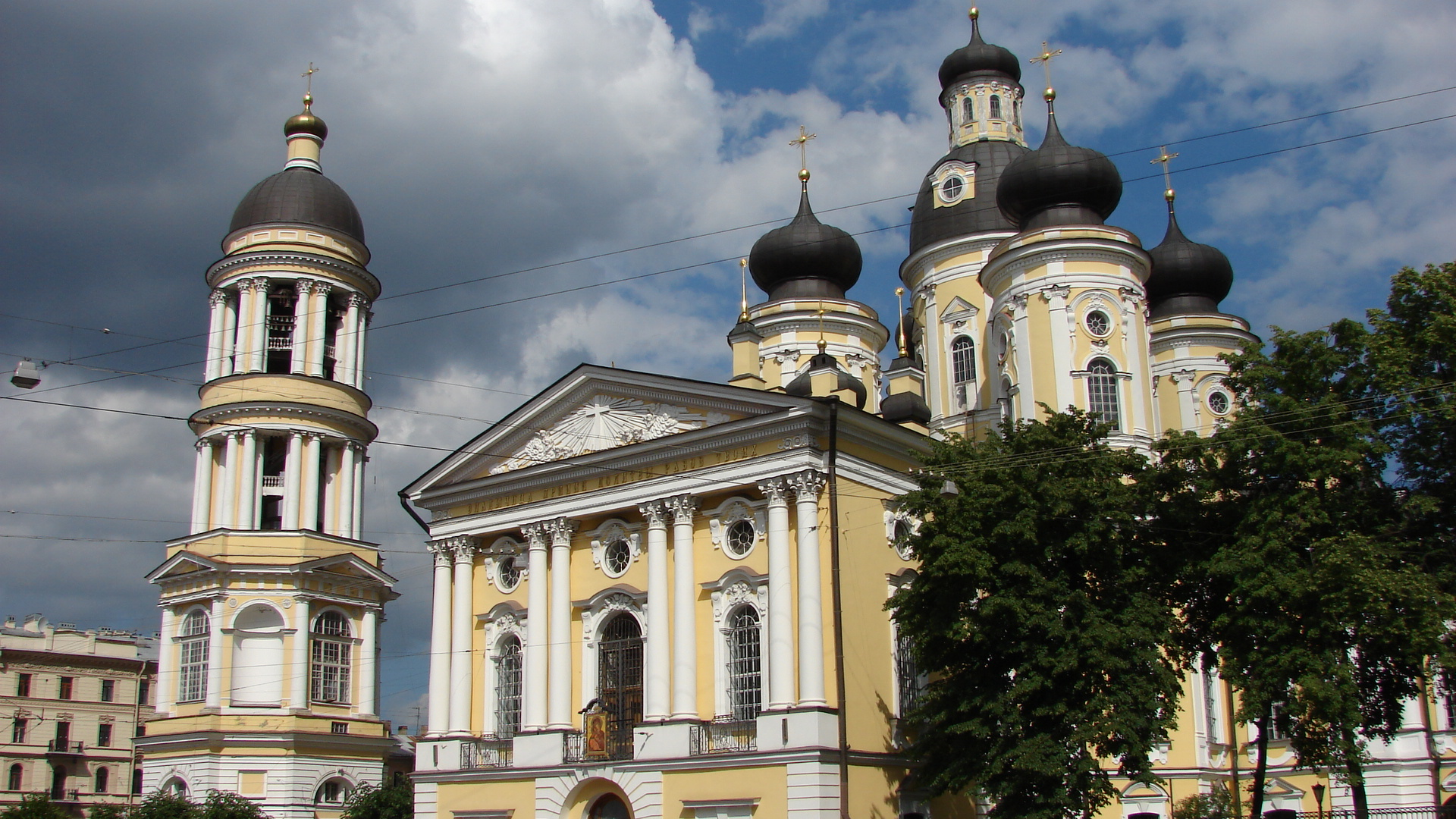
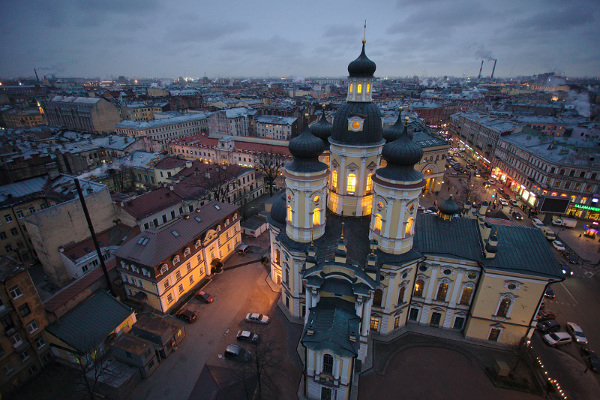
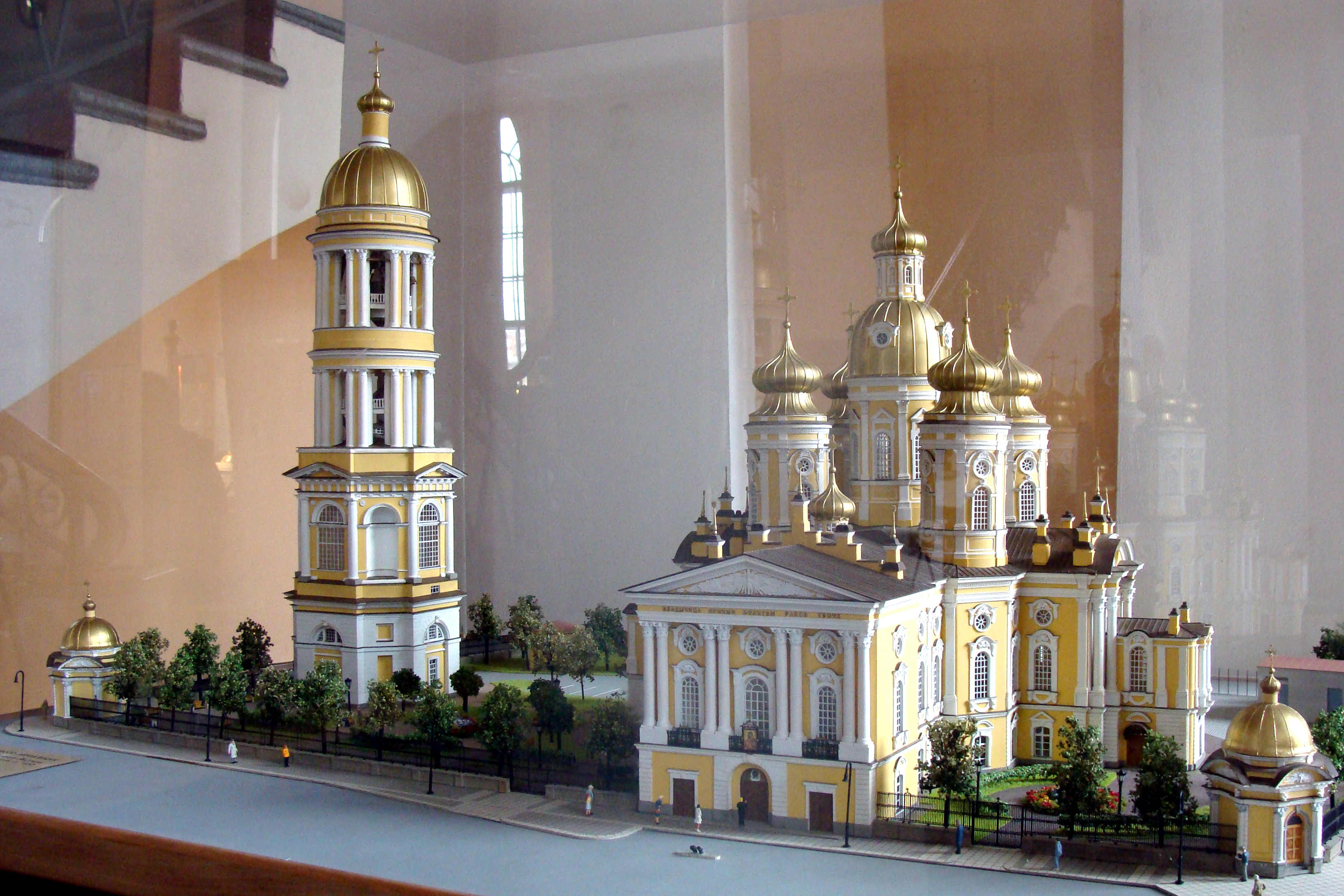
Un modello in scala della cattedrale con il campanile
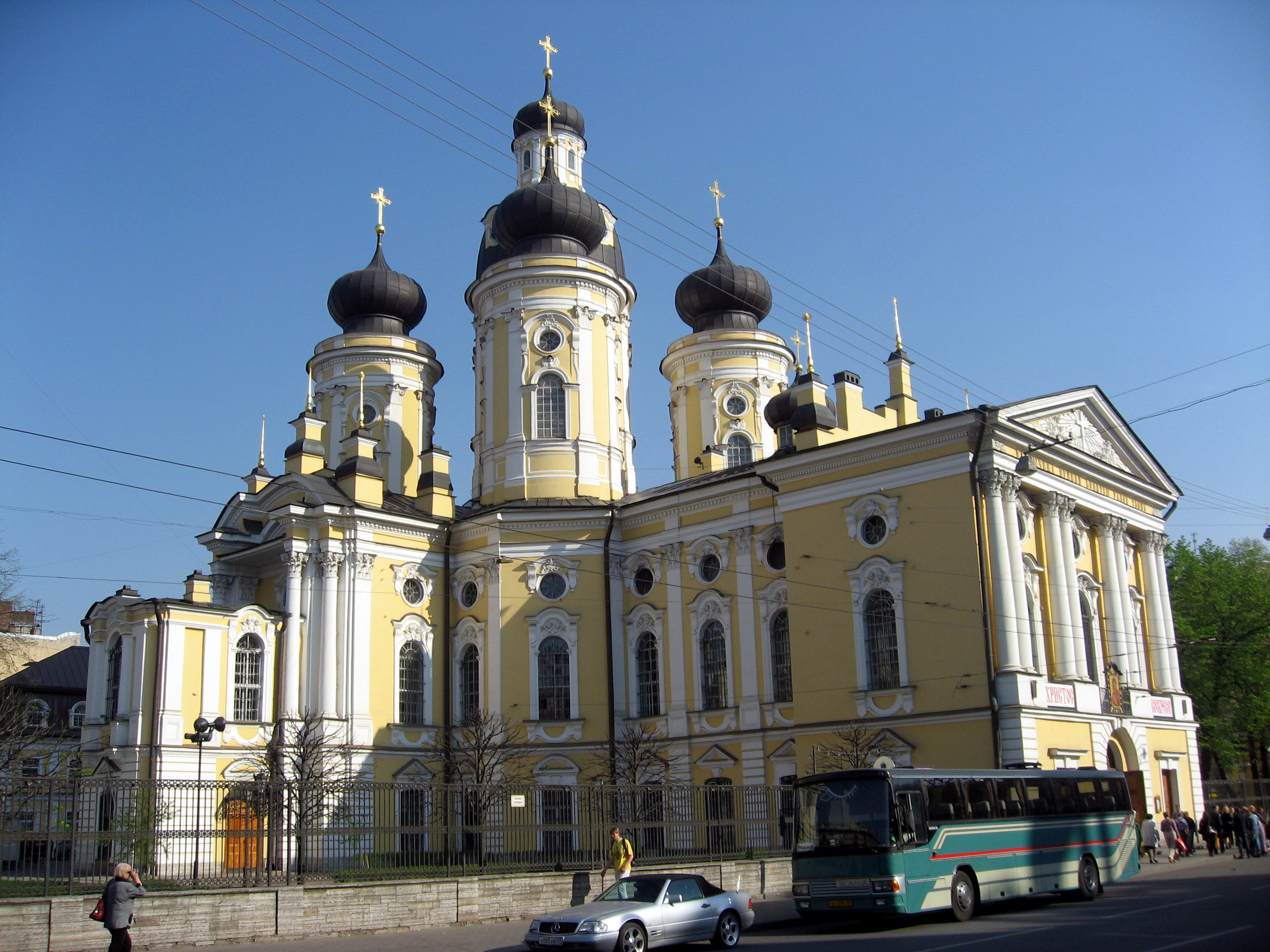
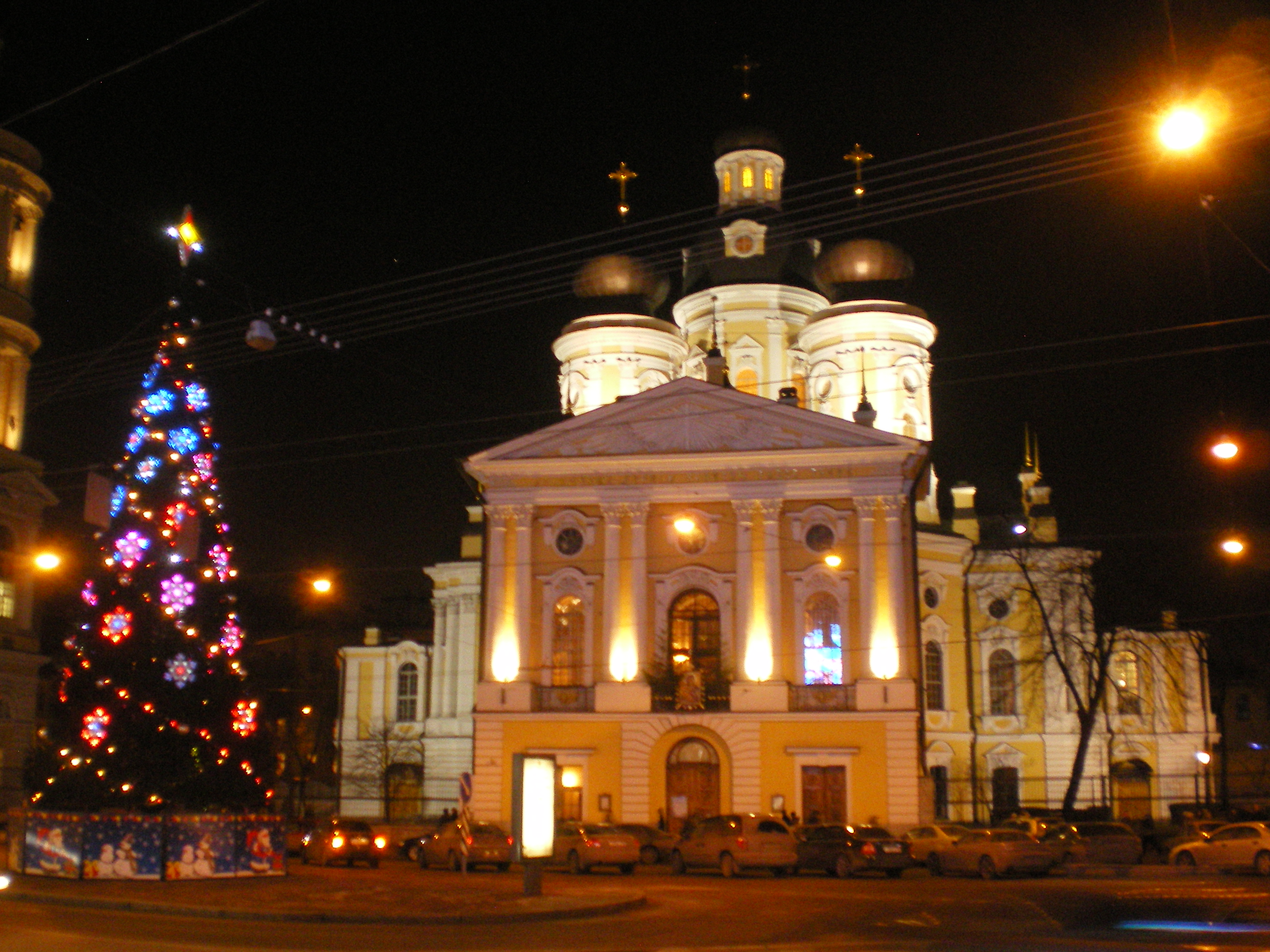
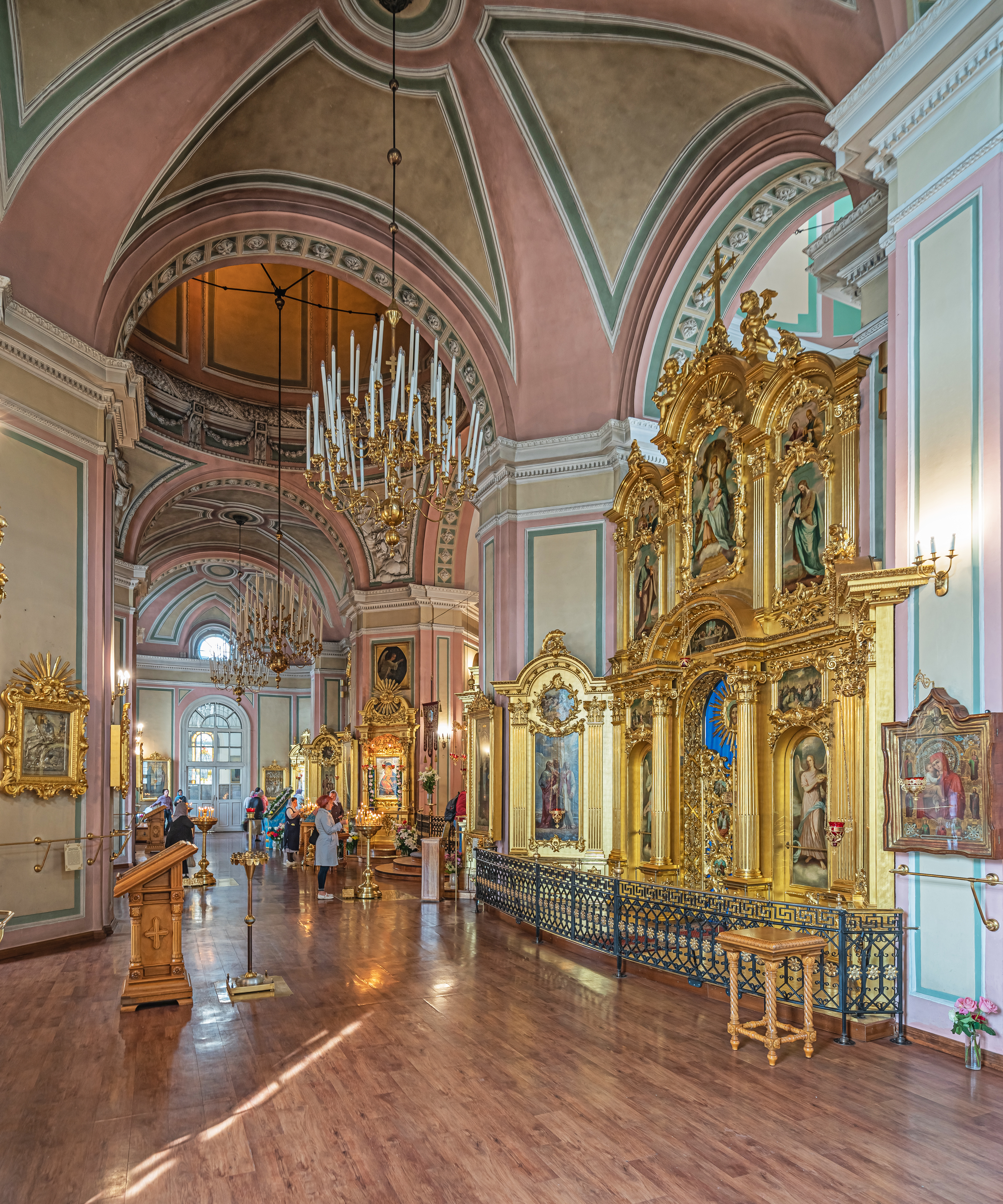
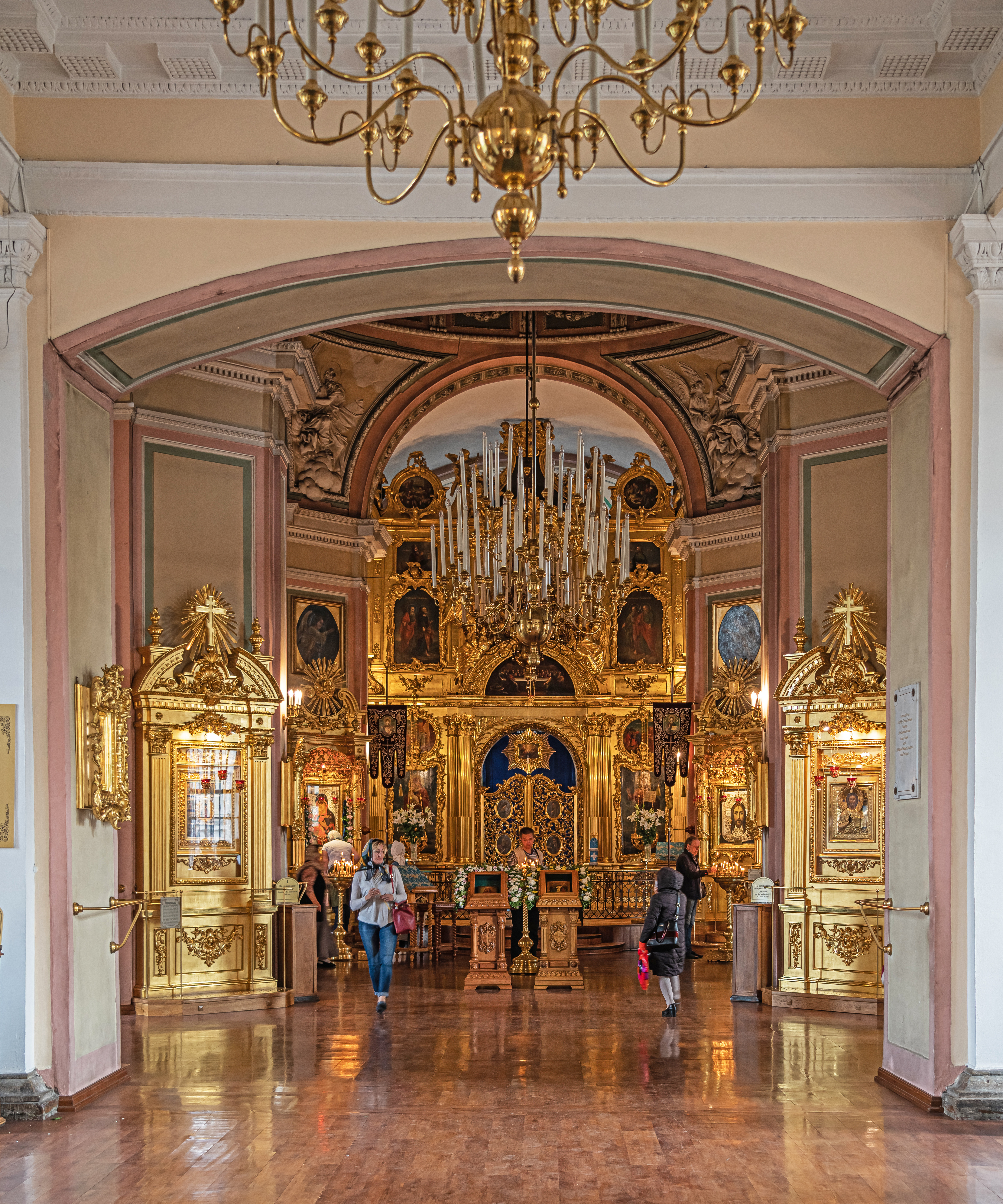
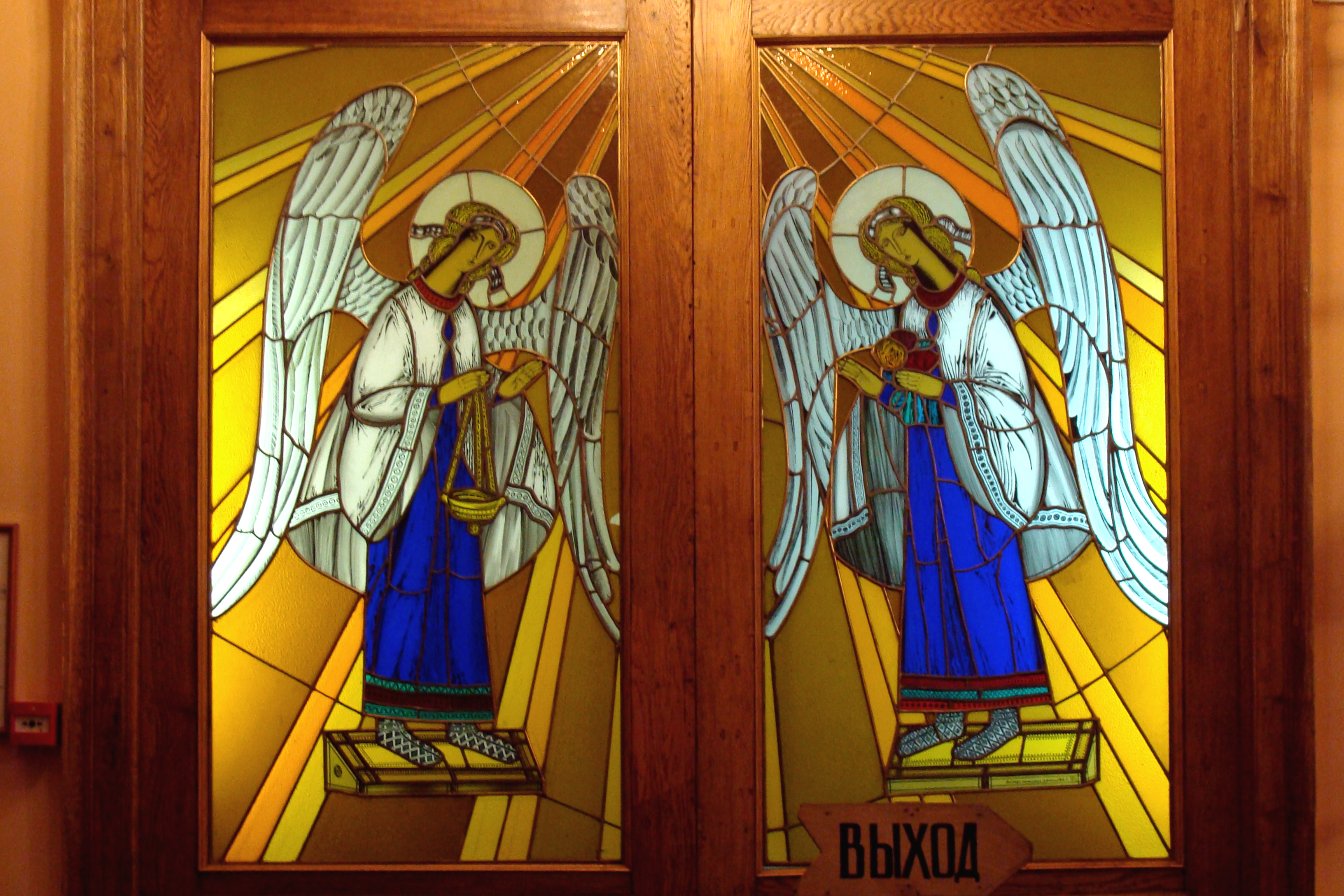